# La Souriante Madame Beudet
Pour plus de détails, voir Fiche technique et Distribution.
La Souriante Madame Beudet est un film muet français réalisé  par Germaine Dulac, sorti en 1923.
Il s'agit d'une adaptation de la pièce  « La Souriante Madame Beudet » de Denys Amiel et André Obey, tragi-comédie en deux actes créée le 16 avril 1921 au Nouveau-Théâtre, qui a obtenu Prix Paul-Hervieu de l'Académie française en 1922.
Ce moyen métrage produit par Charles Delac et Marcel Vandal, qui est une critique de la vie conjugale petite-bourgeoise, est souvent présenté comme le premier véritable film féministe.

## Synopsis
Quelque-part en province, Madeleine Beudet (Germaine Dermoz) est très malheureuse dans son mariage bourgeois avec Monsieur Beudet (Alexandre Arquillière), de la firme Beudet et Labas, drapiers. Quand l’héroïne fait quelque chose de mal aux yeux de son mari, ce dernier prend son pistolet et le met sur sa tempe, jouant à se suicider. La protagoniste fuit la réalité en jouant du piano, interprétant Debussy, et en rêvassant. Un jour, Monsieur Beudet reçoit des billets pour aller voir Faust, mais Madame Beudet refuse de l’y accompagner. Seule dans la maison familiale, le piano verrouillé par son mari, elle tente d’échapper à la réalité à l’aide de son imagination, mais des réminiscences de son époux l’en empêchent et c’est alors que son désir de s’enfuir devient un désir de meurtre…

## Fiche technique
Sauf indication contraire, les informations mentionnées dans cette section peuvent être confirmées par la base de données cinématographiques IMDb,  présente dans la section « Liens externes ».
- Titre : La Souriante Madame Beudet
- Réalisation : Germaine Dulac
- Scénario : Germaine Dulac, André Obey, d'après la pièce de Denys Amiel et André Obey
- Photographie : Maurice Forster, Paul Parguel
- Musique : Manfred Knaak
- Producteurs : Charles Delac, Marcel Vandal
- Société de production : Colisée Films
- Société de distribution : Cinémathèque Suisse
- Pays d'origine :  France
- Langue : film muet avec les intertitres  en français
- Format : Noir et blanc — 35 mm — 1,33:1 — Muet
- Métrage : 1 140 mètres (4 bobines)
- Genre : Film dramatique
- Durée : 38 minutes
- Dates de sortie :
  -  France : 9 novembre 1923

## Distribution
- Germaine Dermoz : Madame Beudet
- Alexandre Arquillière : Monsieur Beudet
- Jean d'Yd : Monsieur Labas
- Madeleine Guitty : Madame Labas
- Raoul Paoli : le champion de tennis
- Armand Thirard : le commis